# 四分体病毒科
四分体病毒科（學名：Quadriviridae）是雙鏈RNA病毒的一個科，僅有Quadrivirus一個屬，其下僅包含Rosellinia necatrix quadrivirus 1（RnQV1）一種病毒，為感染棕墊炭豆菌的一種真菌病毒 。棕墊炭豆菌為可感染多種果樹的重要病原真菌。

## 病毒學
RnQV1病毒的顆粒為球狀，直徑約為45奈米，最早分離自日本佐賀一處梨樹園中W1075品系的棕墊炭豆菌，其基因組由四條長度介於3.9–4.9kb間的雙股RNA組成，每條RNA都有一個開放閱讀框，占DNA長度的86–97%，其中RNA3（長度第三長的RNA）編碼RNA複製酶。此病毒的複製與基因表現機制尚不清楚，也尚未有報導描述其感染造成的症狀。
此病毒與整體病毒科（基因組為一條雙股RNA）的關係，可能比與金色病毒科（同具四條雙股RNA）的關係更接近。